# Magnus Jacobsen
Magnus Jacobsen (Hoyvík, 23 de mayo de 2000) es un futbolista feroés que juega en la demarcación de centrocampista para el B36 Tórshavn de la Primera División de las Islas Feroe.

## Selección nacional
Tras jugar en distintas categorías inferiores de la selección, el 11 de noviembre de 2020 hizo su debut con la selección de fútbol de Islas Feroe en un encuentro amistoso contra Lituania que finalizó con un resultado de 2-1 a favor del combinado lituano tras un doblete de Gratas Sirgedas para Lituania, y un gol de Gunnar Vatnhamar para las Islas Feroe.

## Clubes
| Club            | País        | Año       | Partidos | Goles |
| --------------- | ----------- | --------- | -------- | ----- |
| B36 Tórshavn II | Islas Feroe | 2016-2018 | 8        | 6     |
| B36 Tórshavn    | Islas Feroe | 2017-2018 | 39       | 0     |
| B36 Tórshavn II | Islas Feroe | 2019-2022 | 7        | 1     |
| B36 Tórshavn    | Islas Feroe | 2019-     | 93       | 8     |